# Jerry Pournelle
Jerry Eugene Pournelle (Shreveport, Luisiana; 7 de agosto de 1933-Studio City, California; 8 de septiembre de 2017) fue un escritor de ciencia ficción, ensayista y periodista estadounidense que escribió durante años columnas para la revista de informática Byte.

## Biografía
Durante su etapa universitaria obtuvo varios diplomas en psicología, estadística, ingeniería y ciencias políticas, así como dos doctorados. 
Adquirió experiencia en política al servicio de varios alcaldes y congresistas tanto del partido Demócrata como del Republicano. Durante años estuvo bajo la protección de Russell Kirk (al que conoció a través de su mentor en la Universidad de Washington Kenneth Cole).[cita requerida]
Escribió diversos estudios sobre estrategia y tecnología, proyectos tecnológicos y requisitos tecnológicos para la defensa.
Trabajó en investigación operativa en Boeing y la división espacial de American Rockwell y fue presidente fundador del Instituto de Investigación Pepperdine.

## Obra
Como escritor de ciencia ficción es conocido sobre todo por sus colaboraciones con Larry Niven, con el que escribió 12 novelas entre las que destacan La paja en el ojo de Dios (1974) y El martillo de Lucifer (1977). Desde sus comienzos, la obra de Pournelle se centró en la ciencia ficción militar y varios de sus libros cuentan lo que le ocurre a una infantería ficticia de mercenarios conocida como la Legión de Falkenberg (Historia del Futuro: "El Mercenario"; "El Soldado").
Durante años escribió la columna "Chaos Manor" para la versión impresa de la revista Byte, en la que describía sus experiencias con diversos productos informáticos (hardware y software). A continuación siguió escribiendo dicha columna para las versiones electrónica e internacional de la publicación. Desde 2003, contribuyó en la revista informática Dr. Dobb's Journal.